# Дувдеван
Дувдева́н (ивр. דובדבן‎ — «вишня») — элитное спецподразделение Армии обороны Израиля (ЦАХАЛ).
Было основано в конце 1987 − начале 1988 года. Годом позднее было создано аналогичное подразделение «Сайерет Шимшон». В 1996 г., после того как в результате заключенного договора между Израилем и Организацией освобождения Палестины (ООП) (1993 г.) сектор Газа перешёл под управление палестинцев, подразделение «Сайерет Шимшон» было расформировано, часть бойцов была переведена в «Дувдеван».
Действует спецподразделение в Иудее и Самарии с целью выявления и захвата палестинских террористов. Первоначальные задачи подразделения: арест организаторов демонстраций. Подобная работа продолжалась около двух лет. На сегодняшний день, основная цель подразделения — захват и уничтожение вооружённых террористов и их лидеров, а также объектов террористической инфраструктуры, снабжение разведданными командования ЦАХАЛа.
Часть подразделения, которая постоянно работает маскируясь под арабское население, носит название «мистаарвим».
В годы первой «интифады» бойцами подразделения было проведено более 70 % всех операций по аресту палестинских боевиков. В 1992 году «Первый канал» израильского ТВ показал сюжет о действиях псевдо-арабских подразделений Израиля. В конце сентября 2000 г. начались массовые беспорядки в арабских городах на севере Израиля и по всей Иудее и Самарии, моментально перешедшие в мини-войну. За период с октября 2000 г. по июль 2004 г. было проведено более 2 000 операций.
«Дувдеван» укомплектовывается срочниками, как и остальной израильский спецназ, но тестирование гораздо строже и обеспечивает подбор бойцов, изначально удовлетворяющих специфике действий этого отряда. Прежде чем получить допуск к участию в боевых операциях, они проходят длительную подготовку (15 месяцев), включающую помимо других дисциплин изучение арабского языка, истории и культурных обычаев арабов, психологии их поведения.
Поскольку служба в «Дувдеване» предполагает постоянное пребывание среди враждебно настроенного населения и всевозможные стычки практически неизбежны, то много времени уделяется освоению приемов рукопашного боя.
Во главе подразделения стоит офицер в звании подполковника. В настоящее время «Дувдеваном» командует бывший командир одного из отрядов специального назначения пехоты. Специальный отбор, обдуманное и последовательное обучение, опытные командиры и отработанная до мелочей тактика позволяют элитному спецподразделению и сегодня быть грозою террористов. По состоянию на 2014 год в подразделении проходит службу единственная женщина — полевой врач в звании капитана.
За десятилетие (1994—2004) подразделению удалось обезвредить свыше 600 активных террористов.
В 2015 году «Дувдеван» включен в состав 89-й «Бригада специального назначения Оз (Коммандо)».